# Pseudonapomyza diminua
Pseudonapomyza diminua är en tvåvingeart som beskrevs av Spencer 1961. Pseudonapomyza diminua ingår i släktet Pseudonapomyza och familjen minerarflugor. Inga underarter finns listade i Catalogue of Life.